# Philya bicolor
Philya bicolor är en insektsart som beskrevs av Walker. Philya bicolor ingår i släktet Philya och familjen hornstritar. Inga underarter finns listade i Catalogue of Life.